# Platz der Französischen Revolution

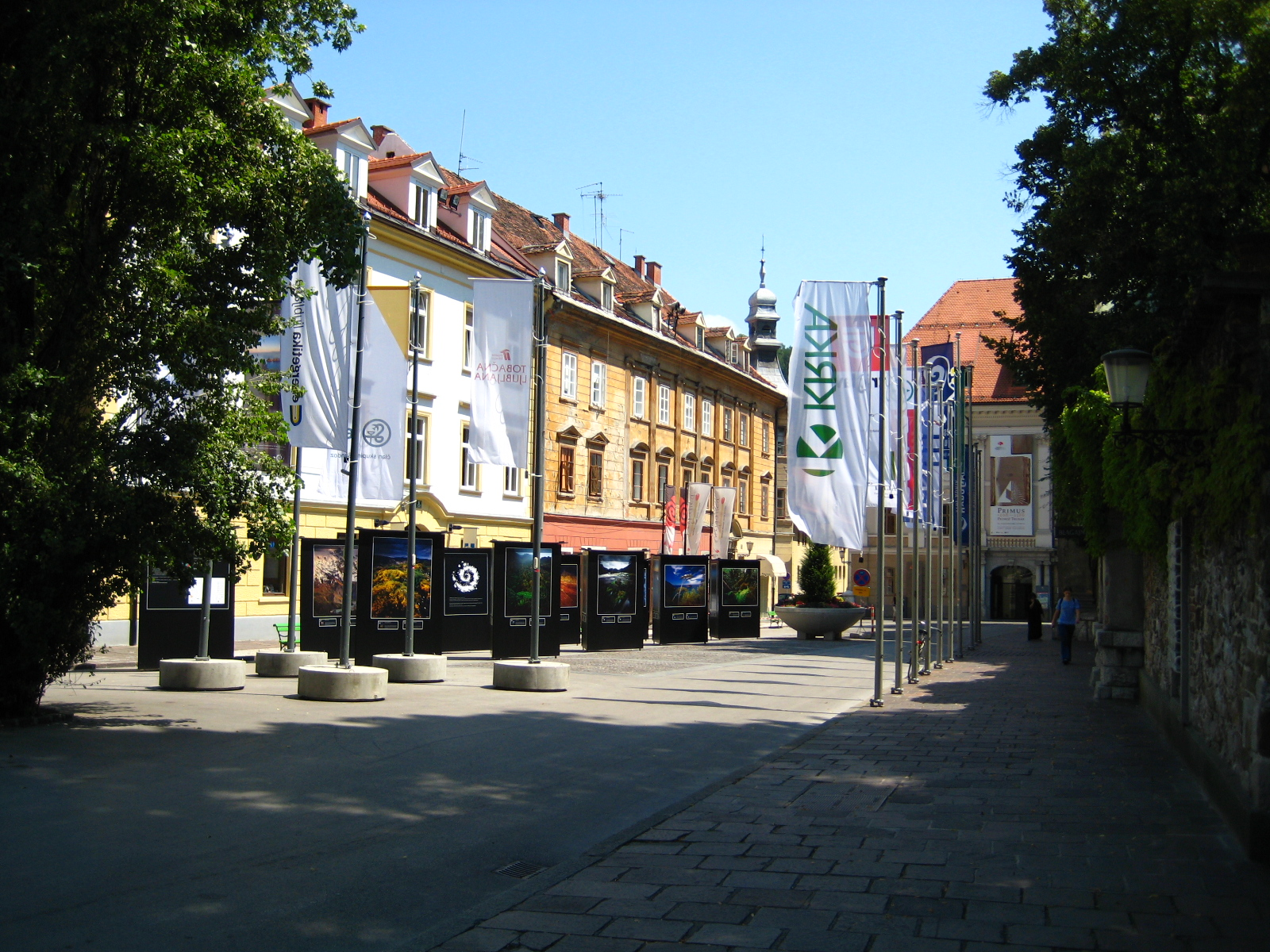
Platz der Französischen Revolution (Auerspergpalast im Hintergrund, rechts Križanke-Mauer)

Platz der Französischen Revolution (slowenisch: Trg francoske revolucije) ist der Name eines Platzes in der Altstadt von Ljubljana, Slowenien. Er erstreckt sich in west-östlicher Richtung von der Straßenkreuzung Emonska cesta, Rimska cesta, Vegova ulica bis zum Palais Auersperg in der Gosposka ulica.
Am westlichen Ende steht die Illyrische Säule (Ilirski steber), auch Napoleon-Denkmal (Napoleonov spomenik) genannt.

## Geschichte
Der Platz entstand nach Abriss des zur Deutschordenskommende gehörenden Deutschen Tors mit Wachhaus (auch Triester- oder Burgstall-Tor genannt) 1792 und hieß zunächst Deutscher Platz und auf Slowenisch Križevniški trg. 1892 wurde er in Valvasor-Platz umbenannt, 1928 in Napoleonsplatz (Napoleonov trg) und 1952 in Platz der Französischen Revolution.
Sein heutiges Aussehen erhielt der Platz im Jahr 2002, als der Platz nach den Entwürfen der Architekten Marjan Ocvirk und Borot Rotovnik für den Verkehr gesperrt wurde. 2009 wurde der Platz der Französischen Revolution zusammen mit dem Napoleon-Denkmal als nationales Kulturerbe Sloweniens unter Schutz gestellt und 2021 von der UNESCO unter dem Titel Die Werke von Jože Plečnik in Ljubljana – am Menschen orientierte Stadtgestaltung in die Liste des Welterbes aufgenommen.

## Illyrische Säule

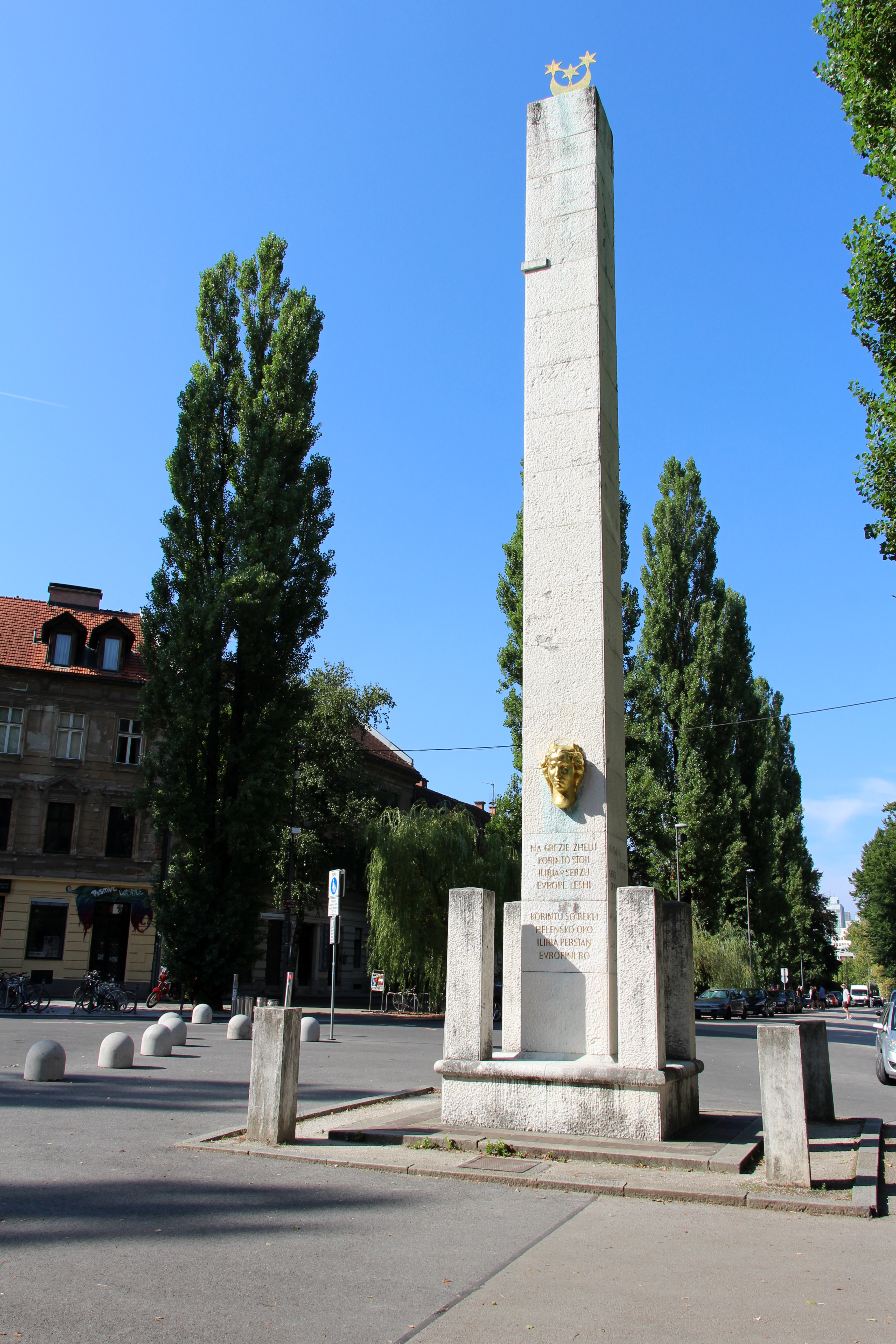
Illyrische Säule mit Blick in die Vegova ulica

1929 wurde die Illyrische Säule nach Plänen des Architekten Jože Plečnik und des Bildhauers Lojze Dolinar errichtet. Die 14 m hohe Säule aus grob behauenen Karstmarmor-Blöcken trägt zwei vergoldete Bronzearbeiten: das Gesicht Napoleons I. und ein weibliches Gesicht, das Illyrien symbolisiert. Unter beiden Porträts sind Verse von Valentin Vodnik aus seiner Ode an das wiedergeborene Illyrien eingraviert. Auf der Westseite der Säule befindet sich eine Inschrift in französischer Sprache, die darauf hinweist, dass die Säule die Asche eines unbekannten französischen Soldaten einschließt. Die Inschrift ist das Werk des Dichters Oton Župančič, damals Präsident des Französischen Instituts in Ljubljana. Die Säulenspitze schmückt ein vergoldeter Halbmond mit drei Sternen. Das Denkmal erinnert an die Zeit der zwischen 1809 und 1813 existierenden Illyrischen Provinzen und ihre Bedeutung für die Entwicklung der Eigenstaatlichkeit Sloweniens. Ein vergoldeter Palmzweig auf der Säule war ein Geschenk der Französischen Republik. Das Monuments wurde am 12. und 13. Oktober 1929 in Anwesenheit von Repräsentanten der französischen Regierung und französischer Städte eingeweiht.